# SOAP with Attachments

SwA-Struktur

SOAP with Attachments (SwA) ist ein W3C-Vorschlag für den Transport von SOAP-Nachrichten innerhalb von MIME-Nachrichten primär über HTTP. SOAP with Attachments definiert Regeln für die Verwendung von URI-Referenzen, welche aus den SOAP-Nachrichten auf die in den MIME-Nachrichten enthaltenen Dateianhänge referenzieren. Der MIME-Multipart-Mechanismus für die Kapselung zusammengesetzter Dokumente wird dabei verwendet, um die Dateianhänge der SOAP-Nachricht zu transportieren.
SwA ist keine Spezifikation oder Empfehlung der W3C, sondern ein Vorschlag, um, basierend auf den bestehenden Mechanismen, SOAP- und MIME-Nachrichten mit Dateianhängen verschicken zu können. Mit der Einführung von SOAP 1.2 wurde auch SOAP 1.2 Attachment Feature definiert.

## Alternativen
Die im Januar 2005 angenommene Empfehlung der W3C für das Senden von Dateianhängen bei SOAP-Nachrichten ist der SOAP Message Transmission Optimization Mechanism (MTOM). Diese Empfehlung soll SOAP with Attachments sowie die anderen üblichen Techniken zur Übertragung binärer Daten, wie die Verwendung von CDATA-Blöcken, Base64-Kodierung, sowie Microsofts Direct Internet Message Encapsulation (DIME), ablösen.